# Kelly Piquet
Kelly Tamsma Piquet Souto Maior (Homburg, 1988. december 7. –) brazil modell, újságíró és blogger.
A háromszoros Formula–1-világbajnok Nelson Piquet és Sylvia Tamsma holland modell lánya. 2017 és 2019 között Danyiil Kvjat orosz autóversenyző párja volt, tőle született 2019-ben egy lánya. 2021 óta a négyszeres Formula–1-világbajnok Max Verstappen párja akitől 2025-ben született egy lánya.

## Élete
Homburgban született. Gyerekkora nagy részét Franciaország déli részén töltötte. 12 éves korában Brazíliába költözött, és 15 éves koráig ott élt. 17 éves korában visszatért Brazíliába, hogy befejezze a középiskolát. A Marymount Manhattan College-en tanult, New Yorkban.